# Мессия правдивый
«Мессия правдивый» — первое масштабное антииудейское сочинение на Западной Руси, созданное архимандритом Иоаникием Галятовским. Впервые сочинение было опубликовано в 1669 году в типографии Киево-Печерской Лавры.

## История издания
Распространение на Западе в 1665-1666 годах учения лжемессии Шабтая Цви стало одной из основных причин для написания архимандритом Иоанникием своего сочинения «Мессия правдивый». Свою работу Иоаникий закончил 8 ноября 1668 года. Книга была одобрена иерархами и затем издана в 1669 году на «малороссийском языке»  в типографии Киево-Печерской Лавры под названием «Мессия правдивый Иисус Христос Сын Божий, от початку света през все веки людем от Бога обецанный, и от людей очекиванный, и в остатныи часы для збавеня людского на свет посланый». Уже в 1672 году это сочинение было переведено на польский язык и отпечатано в той же типографии. Книга «Мессия правдивый» набирала особою популярность по всей России, однако поместный собор 1690 года запретил ее для чтения, возможно по причине присутствия латинских взглядов в некоторых польских изданиях этой книги. Тем не менее это сочинение не потеряло свою актуальность. «Мессия правдивый» был переведен и издан на русском языке в 1803 году и затем еще раз переиздан уже в 1887 году.

## Содержание
Значительная часть книги изложена по форме вопрос-ответ по примеру «Диалога с Трифоном Иудеем» Иустина Философа. В книге приведены 50 ветхозаветных пророчеств об Иисусе Христе, Святой Троице и о других христианских догматах. В сочинении присутствуют сведения о многих лжемессиях, в том числе и о лжемессие Шабтае Цви.